# OGLE-TR-132b
OGLE-TR-132b es un planeta extrasolar, que orbita la estrella OGLE-TR-132, en la constelación de Carina, a unos 4900 años luz de distancia.
El planeta fue detectado por primera vez dentro de una investigación del Experimento de lente óptica gravitacional (Optical Gravitational Lensing Experiment, u OGLE) en 2003. La estrella presentaba una pequeña disminución en su brillo cada aproximadamente 1,7 días. Esto podía indicar la presencia de un exoplaneta, aunque el fenómeno también puede ser provocado por una estrella enana roja o marrón.
En 2004, a través de mediciones de la velocidad radial de la estrella, hechas gracias al efecto Doppler, se pudo obtener una medición indirecta de la masa del objeto en órbita. La masa era de 1,14 veces la de Júpiter, demasiado pequeña para una estrella enana.
El planeta descubierto era un Planeta joviano del tipo Júpiter caliente. Este tipo de planetas poseen masas comparables a la de Júpiter, pero tienen órbitas menores a un octavo de la de Mercurio (< 0.05 UA), por lo que su atmósfera presenta temperaturas elevadísimas, lo que además aumentaría su radio, bajando su densidad.